# Ischnodemus missouriensis
Ischnodemus missouriensis är en insektsart som beskrevs av Richard C. Froeschner 1944. Ischnodemus missouriensis ingår i släktet Ischnodemus och familjen Blissidae. Inga underarter finns listade i Catalogue of Life.